# Orden de San Carlos (Colombia)
La Orden de San Carlos es una condecoración de la República de Colombia creada el 16 de agosto de 1954 para honrar a personas colombianas o extranjeras que se hayan destacado en beneficio del país especialmente en el campo de las relaciones internacionales.
La entrega de la Orden se hace por decreto ejecutivo previa propuesta del Ministerio de Relaciones Exteriores, al cual corresponde la expedición de los diplomas e insignias.

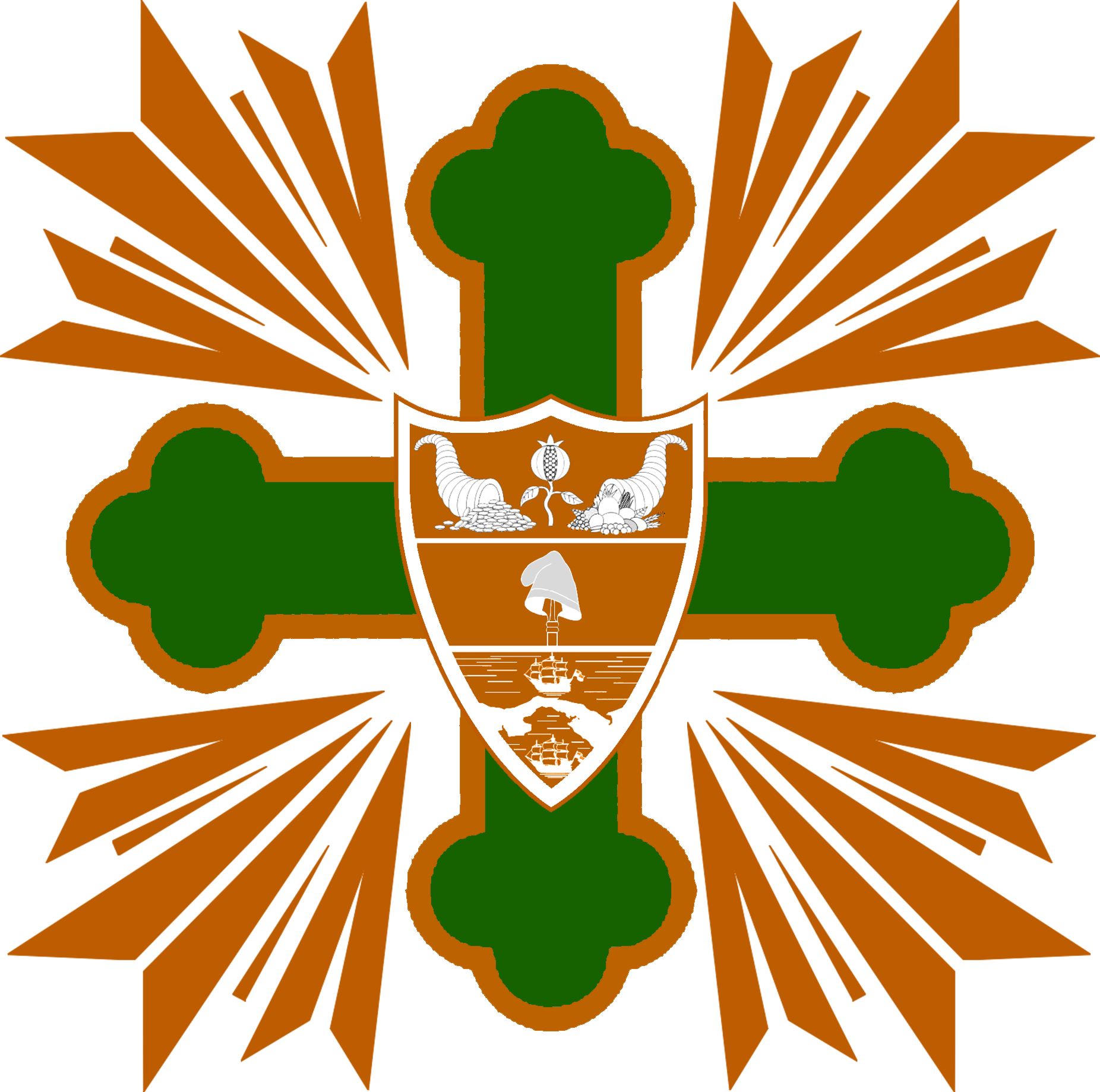
Formato anterior.

## Grados
La Orden de San Carlos consta de los siguientes grados:
- Collar.
- Gran Cruz con Placa de Oro.
- Gran Cruz.
- Gran Oficial.
- Comendador
- Oficial
- Caballero.

| Gran Collar | Gran Cruz/Gran Cruz con Placa de Oro | Gran Oficial |
| Comendador  | Oficial                              | Caballero    |